# Domaszków (stacja kolejowa)
Domaszków – stacja kolejowa w Domaszkowie, w Polsce, w województwie dolnośląskim, w powiecie kłodzkim.

## Ruch pasażerski
| Rok  | Wymiana pasażerska na dobę |
| ---- | -------------------------- |
| 2017 | 100-149                    |
| 2022 | 100-149                    |